# North Curl Curl, New South Wales
North Curl Curl este o suburbie în Sydney, Australia.